# قانون تشکیل سازمان حسابرسی
قانون تشکیل سازمان حسابرسی یکی از مهم‌ترین قوانین حاکم بر حسابداری ایران است. این قانون مشتمل بر ماده واحده و پنج تبصره در جلسه روز دوشنبه ۵ دی ۱۳۶۲ به تصویب مجلس شورای اسلامی رسید و در تاریخ ۸ دی ۱۳۶۲ توسط شورای نگهبان تأیید شد.

## تجدیدنظر
یک سال پس از تصویب «قانون تشکیل سازمان حسابرسی» (۵ دی ۱۳۶۲) «قانون راجع به اصلاح ماده واحده قانون تشکیل سازمان حسابرسی» مشتمل بر ماده واحده در جلسه روز پنج‌شنبه ۵ مهر ۱۳۶۲ در مجلس شورای اسلامی تصویب شد و در تاریخ ۱۰ مهر ۱۳۶۳ به تأیید شورای نگهبان رسید. طبق قانون اخیر، گزاره «ظرف سه ماه از تاریخ تصویب این قانون» در متن «قانون تشکیل سازمان حسابرسی» (۵ دی ۱۳۶۲) به «ظرف سه ماه از تاریخ تصویب اساسنامه این قانون» اصلاح شد.

## راه‌اندازی سازمان حسابرسی
به موجب این قانون دولت وقت مکلف شد سازمان حسابرسی را تأسیس کند و کارکنان مورد نیاز آن را از واحدهای حسابرسی وزارت‌خانه‌ها یا موسسات و شرکت‌های دولتی یا وابسته به دولت با حفظ سوابق خدمتی به این سازمان منتقل کند. نزدیک به چهار سال گذشت، تا سرانجام در ۱۷ شهریور ۱۳۶۶ «اساسنامه سازمان حسابرسی» به تصویب مجلس شورای اسلامی رسید. به این ترتیب، سازمان حسابرسی به صورت موسسه‌ای دارای شخصیت حقوقی و استقلال مالی و وابسته به وزارت امور اقتصادی و دارایی راه‌اندازی شد. در این راستا، «مؤسسه حسابرسی سازمان صنایع ملی و سازمان برنامه» (تأسیس: ۱۳۵۹)، «مؤسسه حسابرسی بنیاد مستضعفان» (تأسیس: ۱۳۵۹)، «مؤسسه حسابرسی شاهد» (تأسیس: ۱۳۶۲) و «شرکت سهامی حسابرسی» (تأسیس: ۱۳۵۰ - حسابرسی شرکت‌های دولتی را به عهده داشت) ادغام شدند و سازمان حسابرسی راه‌اندازی شد.

## تعیین مرجع رسمی ضابطه‌گذاری حسابداری در ایران
طبق بند ۴ تبصره ۲ ماده واحده «قانون تشکیل سازمان حسابرسی» و مواد ۶ و ۷ «اساسنامه سازمان حسابرسی» (۱۷ شهریور ۱۳۶۶) سازمان حسابرسی تنها مرجع قانونی «تدوین اصول و ضوابط فنی قابل قبول حسابداری و حسابرسی» در ایران است. به موجب این اختیار قانونی، سازمان حسابرسی - از اواخر دهه ۱۳۷۰ - «اصول و ضوابط حسابداری و حسابرسی» ایران را وضع می‌کند که برای همه نهادهای گزارشگر و موسسات حسابرسی در ایران لازم‌الاجرا است.